# Johannes de Doperkerk (Grotegaste)
De Johannes de Doperkerk (Kirche St. Johannes Baptist) is een hervormde kerk in Grotegaste in de Oost-Friese gemeente Westoverledingen (Nedersaksen). Het kerkgebouw werd in 1819 in classicistische stijl op een warft gebouwd.

## Geschiedenis
Aan de huidige kerk ging een middeleeuws kerkgebouw vooraf. De beide klokken uit de 14e eeuw, die nog altijd worden geluid, stammen uit deze kerk. De oudste Mariaklok werd door Harmannus in 1352 gegoten. Op de klok bevindt zich een inschrift en het ingekerfde afgeslagen hoofd van Johannes de Doper, aan wie de kerk het patrocinium heeft te danken. De andere klok dateert uit 1364 en werd vernoemd naar de heilige Catharina.
Tijdens de reformatie sloot de gemeente in het begin van de 16e eeuw zich bij de gereformeerde leer aan. Uit de bibliotheek van de predikant Alarich Sibelius bleef het schrift Adversus Anabaptistas (tegen de wederdopers) van de hervormer Heinrich Bullinger uit het jaar 1565 bewaard. Het bevindt zich tegenwoordig in de Johannes a Lasco Bibliotheek, die gehuisvest is de Grote Kerk te Emden.
In het jaar 1800 moest de westelijk aangebouwde klokkentoren worden vernieuwd. Het huidige kerkgebouw werd in 1819 op dezelfde plaats gebouwd. Beide lengtezijden van het kerkschip bezitten vier door pilasters gescheiden muurvelden, waarin zich grote rondboogramen bevinden.
Tot 1965 bezat de gemeente, waartoe ook Hilkenborg, Coldemüntje en Dorenberg behoorden, een eigen predikant. Sinds 1987 zijn de hervormde gemeenten van Ihrhove, Esklum, Driever en Grotegaste samengevoegd en delen ze twee predikanten.

## Interieur

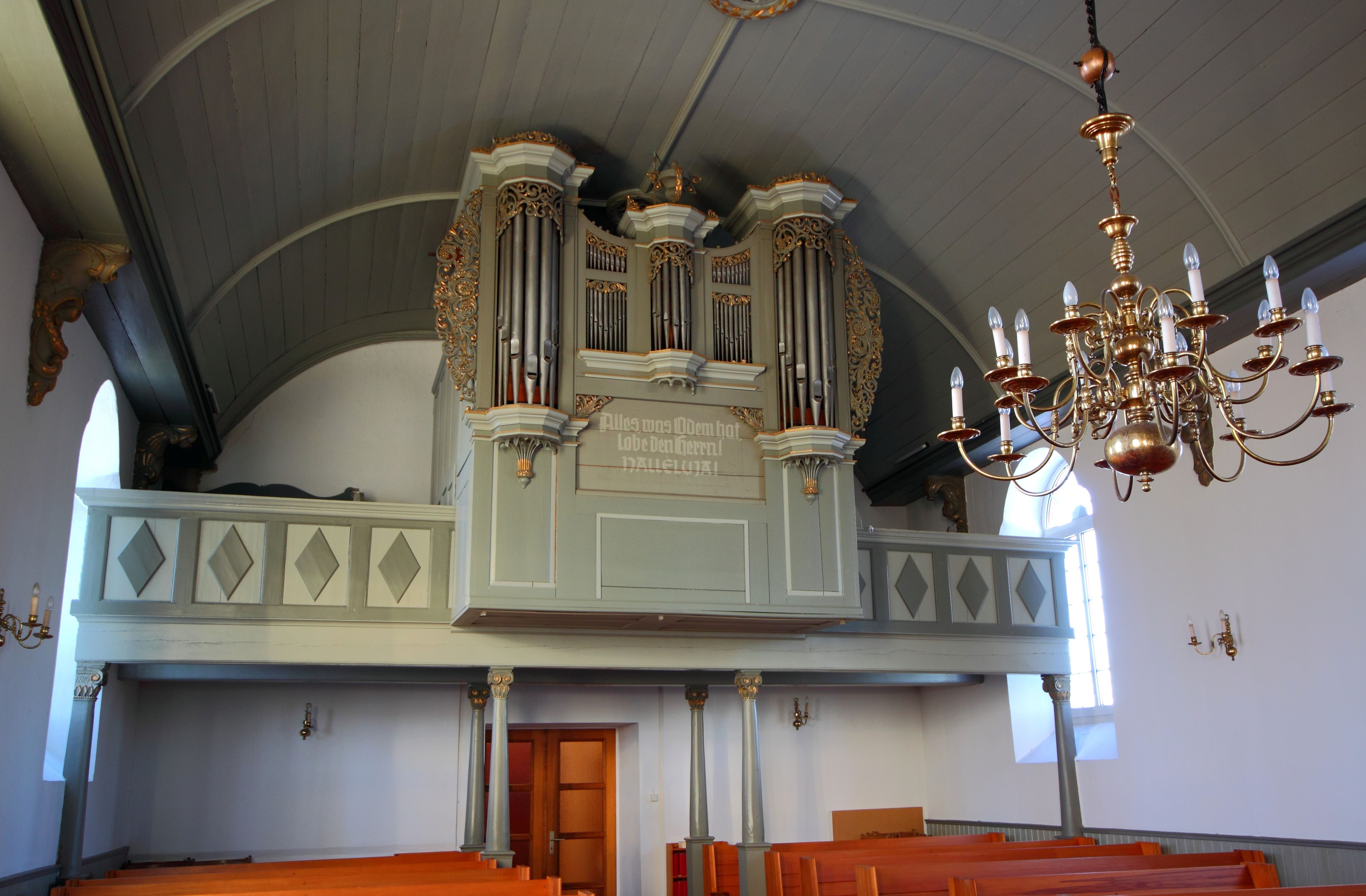
Het kerkorgel

Het interieur bezit een houten tongewelf, dat op gedecoreerde consoles rust. Ongewoon voor een calvinistisch kerkgebouw zijn de twee treden die naar het koor voeren. De kansel uit de 18e eeuw stamt uit de voorgangerkerk. De preekstoel is in grijze en vergulde kleuren geschilderd en wordt omgeven door het muurschrift Dein Wort ist meines Fußes Leuchte und ein Licht auf meinem Wege (Psalm 119:105: Uw Woord is een lamp voor mijn voet en een licht op mijn pad). Voor de kansel liggen twee grafzerken uit 1632 en 1698.
Onbekend is hoe oud de kroonluchter is.
Tot het liturgisch vaatwerk behoren een zilveren kelk uit 1690 en een zilveren kan uit 1890 (tegenwoordig in de Johannes-a-Lasco-Bibliotheek), een broodschaal (na 1888) en een doopschaal (1910).

## Orgel
Het orgel werd in 1854 door Gerd Sieben Janssen met twaalf registers verdeeld over twee manualen gebouwd. Van dit orgel bleef de orgelkas bewaard. Het binnenwerk werd in 1919 door P. Furtwängler & Hammer vervangen. Bartelt Immer restaureerde het orgel in 2005, dat elf klinkende registers op twee manualen en pedaal en een transmissie bezit. De tracturen zijn pneumatisch.